# 安田覚
安田 覚（やすだ さとる、1975年7月27日 - ）は、日本の陸上競技選手。専門は棒高跳。三重県出身。三重県立桑名西高等学校、日本体育大学体育学部体育学科卒業。

## 経歴
中学1年から棒高跳びを始め、中学3年時に全国大会出場を果たすが、予選で敗退。高校時代は、1年時に石川国体に出場するも、8位入賞はならず。2年時には、宮崎インターハイへ出場。予選を通過したが、決勝では入賞にはほど遠い16位と惨敗。なかなか全国の舞台で活躍することができなかったが、3年時に宇都宮インターハイで優勝し、初の全国大会入賞を果たす。秋の東四国国体でも優勝を果たし、高校3年時は同学年に負けることはなかった。大学時代は、1年時に関東インカレ2位、全日本インカレ6位の成績を残す。また、秋の日本ジュニア選手権では優勝を果たしている。2年時には怪我の影響もあり、思うような成績が残せず、3年時にもスランプからなかなか自己記録を更新することができなかった。4年時に5m40を跳び、日本のトップヴォルターの仲間入りをする。社会人時代は2000年、日本選手権で準優勝したが、試技の際にポールが肛門に突き刺さるというアクシデントに見舞われ、瀕死の重傷を負った。2002年、日本選手権で初優勝。その年の釜山アジア大会日本代表に選ばれ、銀メダルを獲得した。2005年、日本選手権で優勝が確実視されていた澤野大地をかわして優勝。2007年、秋田わか杉国体を最後に現役を引退した。
現役時代から三重県立高校教員として活動しており、引退後は後進の指導に専念することとなった。現在は母校の三重県立桑名西高等学校で生徒の指導にあたっている。